# はんなりギロリの頼子さん
『はんなりギロリの頼子さん』（はんなりギロリのよりこさん）は、あさのゆきこによる日本の漫画。ノース・スターズ・ピクチャーズが運営するウェブコミック配信サイト『WEBコミックぜにょん』にて2015年5月3日から2019年12月13日まで連載された。ゼノンコミックスより刊行されている。
2018年4月に関西テレビにてテレビドラマ化された。

## 登場人物
新堂 頼子（しんどう よりこ）
演 - 横山由依
年齢非公開。ギロリとにらみつけるような表情が特徴。人見知りで恥ずかしがり屋。口も悪いが、表情豊かで親切。世界遺産から徒歩2分のところに立地する祖母から継いだたばこ屋の店主。だが自身はたばこは吸わない。東京の有名デザイナーである椎名悟（しいな さとる）と結婚していたが離婚。京都生まれであるが京都弁は話していない。父と母のほかに浜松市の企業に勤めている兄、明（あきら）が1人いる。フランス語、英語が話せるほか、イタリア語も勉強している。
作者が利用するクリーニング店の愛想がない店員をモデルとし、かわいくアレンジしたものが頼子である。
池上 順子（いけがみ じゅんこ）
演 - 土村芳
頼子の友人で幼馴染。頼子より1歳年上。子供の時は頼子とは家が近所であった。バツイチで小学2年生の息子、俊介（しゅんすけ）（演 - 岡田篤哉）がいる。
山田 真里（やまだ まり）
23歳。岡山県出身で京都へは転勤で頼子の近所に引っ越してきた。太一（たいち）とは、遠距離恋愛している。
ドラマ版では26歳の男性雑誌編集者・山田優一（演 - 中尾暢樹）に変更されている。
平野 有希（ひらの ゆき）
19歳。錦市場近くにある扇子屋の娘で大学2回生。頼子と山田が店の前においてあるイケズ石に9車がこするのを2階から見ていたほか、売っている扇子を欠品とうそをついたり、百均をおすすめの雑貨屋として紹介しておちょくろうとしたいわゆる「イケズ」使い。
古川 伸（ふるかわ しん）
宇治市出身。錦市場にある頼子がよく通う店の店員。
アヤコ
東京と京都を拠点に活動する駆け出しの写真家。代表作は『猪突猛進京都散歩』。

## 書誌情報
- あさのゆきこ 『はんなりギロリの頼子さん』 ノース・スターズ・ピクチャーズ〈ZENON COMICS〉、全7巻
  1. 2016年2月10日発行（2016年1月20日発売）、ISBN 978-4-19-980328-4
  2. 2016年9月10日発行（2016年8月20日発売）、ISBN 978-4-19-980361-1
  3. 2017年4月10日発行（2017年3月18日発売）、ISBN 978-4-19-980402-1
  4. 2017年11月10日発行（2017年10月20日発売）、ISBN 978-4-19-980450-2
  5. 2018年5月10日発行（2018年4月20日発売）、ISBN 978-4-19-980487-8
  6. 2019年2月10日発行（2019年1月19日発売）、ISBN 978-4-19-980546-2
  7. 2019年4月10日発行（2020年3月18日発売）、ISBN 978-4-19-980621-6

## テレビドラマ
関西テレビで2018年4月25日（24日深夜）から5月16日（15日深夜）まで放送された。全4話。また、動画配信サイトGYAO!でも本編見逃しならびに特別映像が配信された。
京都の紹介番組『横山由依（AKB48）がはんなり巡る 京都いろどり日記』（関西テレビ）のスタッフを中心に京都の多彩な名所や文化、習慣を描いたご当地ドラマとして制作され、新堂頼子役の横山由依は本作が連続ドラマ初主演作品となる。京都出身のバンドQyotoが主題歌「君と僕とアクロス・ザ・ユニバース」を担当する。

### キャスト

#### 主要人物
新堂頼子（しんどうよりこ）〈29〉
演 - 横山由依
たばこ屋の看板娘。
原作とは違い、髪をひとつに結ぶシーンは無い(結ぼうとして髪ゴムを落とすシーンはある)。
山田のお陰で度々問題に巻き込まれて解決する羽目になるが、次第に山田の優しさに惹かれていき、それにつれて笑顔が増えていく。
原作同様バツイチで、その相手からの「京都弁は恥ずかしいから辞めてくれ」という台詞をきっかけに京都弁を話せなくなる。京都に戻ってからもそのことを気にして標準語で話すが、山田に惹かれ始めるうちに少しずつ京都弁を取り戻す。最後は東京に帰る山田に「東京、遊びに行ってもええ？」と京都弁で話した。
その後、携帯の待受は京都タワーでとったツーショットになっており、タバコ屋で店番をしながらそれを見つめて微笑んでいる。
山田優一（やまだゆういち）〈26〉
演 - 中尾暢樹
雑誌編集者。オリジナルキャラクター。原作の山田真理に近いキャラ。
東京から京都に転勤して来た、京都を知らないライター(頼子は物書き屋と言い放った)の青年。
順子の隣の号室に住んでいる。頼子によれば人なっつこい顔をしている。
ヘタレながら困った人を放っておけない性格から、度々問題に巻き込まれて頼子に助けられる。
最初は頼子のギロリとした目付きや冷たい言葉遣いを多少怖がり、嫌われていると思っていたが、雑誌のために付き合ってくれる優しさや笑顔に気づいて好意を抱き始める。その間、頼子の知識を雑誌に借りている。順子の協力もあって少しずつ進展するが、デートの前日に(頼子のお陰だが)雑誌の売れ行きの良さから東京本社に移動になってしまう。葛藤し悩んだものの、京都タワーで頼子にそれを打ち明け、次の日にお土産探しに付き合ってもらい、その後東京に帰るバスに待ってもらい頼子を待つが来ず、諦めてバスに乗ろうとした途中で走ってきた頼子にお土産をもらい、東京に遊びに行ってもいい？と京都弁で話され、笑顔で了承した。
池上俊介（いけがみしゅんすけ）〈10〉
演 - 岡田篤哉
順子の息子。一人称は俺。
父替わりに遊んだりしてくれる頼子が恋愛的にも大好き。そのため、頼子の近くにいるようになった山田にライバル心を抱き、山田と呼ぶようになる。
が、山田のために連れ出した頼子と行動中に熱を出し(本当は付いてきた当初から)、山田に助けられて以降は山田を認め、山田に頼子の過去を話した。
池上順子（いけがみじゅんこ）〈29〉
演 - 土村芳
頼子の幼馴染。
原作同様のキャラクターで、ほんわかとした見た目の人物。
山田や頼子の後押しをする。頼子の京都弁が戻るのを心から願う。

#### ゲスト
第二話
星野雅洋
演 - 本多力
千佳の父親。
頼子のタバコ屋に千佳を探しに現れた。山田と共に探し回った後に千佳と再開し、抱きしめた。母親がなくなり、父子家庭になった千佳に後ろめたさがあって顔色を伺っていたが、後に少しずつ和解していく。
星野千佳
演 - 北村沙羅
星野の娘。
道に迷う。母を亡くしたあと、自分の顔色を伺ってばかりの父親を嫌う。京都は母親の故郷だが、思い入れはないと思っていた。だが出会った頼子と関わり、心を開いて行く中で聞いた｢通り数え歌｣に母親の歌声を思い出し、頼子に母親の面影を見た。
後には父親と再開し少しずつ和解している。
この他、原作の平野有希に似た頼子と山田が店の前においてあるイケズ石に山田が腰掛ける姿を見ていたほか、売っている扇子を欠品とうそをついたり、百均をおすすめの雑貨屋として紹介しておちょくろうとしたいわゆる「イケズ」使い(頼子に逆にやられてしまったが)のおばさんも居る。

### スタッフ
- 原作 - あさのゆきこ『はんなりギロリの頼子さん』（WEBコミックぜにょん/ノース・スターズ・ピクチャーズ）
- 脚本 - 金子洋介
- 主題歌 - Qyoto「君と僕とアクロス・ザ・ユニバース」（アリオラジャパン）
- 監督 - 山口博之（オフィスXXL）
- 制作 - 岡田美穂、水野道訓、栗尾和真、宮永大輔、堀江信彦
- 企画・プロデューサー - 林絵理（カンテレ）
- 幹事制作会社 - 関西テレビ放送
- 制作プロダクション - オフィスXXL
- 制作著作 - あさのゆきこ/NSP・2018「はんなりギロリの頼子さん」製作委員会

### 放送日程
| 放送回 | 放送日  |
| ------ | ------- |
| 第一話 | 4月25日 |
| 第二話 | 5月02日 |
| 第三話 | 5月09日 |
| 第四話 | 5月16日 |

### ネット局
- 関西テレビ - 2018年4月25日-5月16日 火曜 25:25 - 25:55
- テレビ愛知 - 2018年6月7日-6月28日 木曜 26:10 - 26:40
- TVQ九州放送 - 2018年6月8日-6月29日 金曜 26:03 - 26:33
- tvk - 2018年6月12日-7月3日 火曜 23:00 - 23:30
- 高知さんさんテレビ-2018年9月25日-月曜25:30-26:00(第2話は25:50-26:20)
- 北海道文化放送 - 2021年7月28日 - 8月18日 水曜 25:20 - 25:50（第2話は24:45-、第3話は24:40-、第4話は24:25-）

### 特別映像
- ドラマ現場へ初潜入（2018年4月4日配信、GYAO!）
- 由依ちゃんがカンテレ林アナのドラマ特別出演前に直撃インタビュー!（4月27日配信、GYAO!）
- 京都人ならだれでも歌える!?通り数え歌講座（5月4日配信、GYAO!）
- ランチ座談会（5月11日配信、GYAO!）

### 関連商品
DVD/Blu-ray
- はんなりギロリの頼子さん【DVD】（2018年8月29日、ソニー・ミュージックマーケティング、SSBX-2385/6）
- はんなりギロリの頼子さん【Blu-ray】（2018年8月29日、ソニー・ミュージックマーケティング、SSXX-25/6）